# Список семейств сеноедов
Список семейств сеноедов (Psocoptera). Основан на публикации «Psocoptera (Insecta): World Catalogue and Bibliography» 2002 года (авторы: C. Leinhard и C. N. Smithers). Названия семейств сгруппированы по инфраотрядам и упорядочены по алфавиту. Для некоторых семейств приведены русские общеупотребительные названия. В список не включены таксоны пухоедов и вшей (Phthiraptera).

## ПодотрядTrogiomorpha

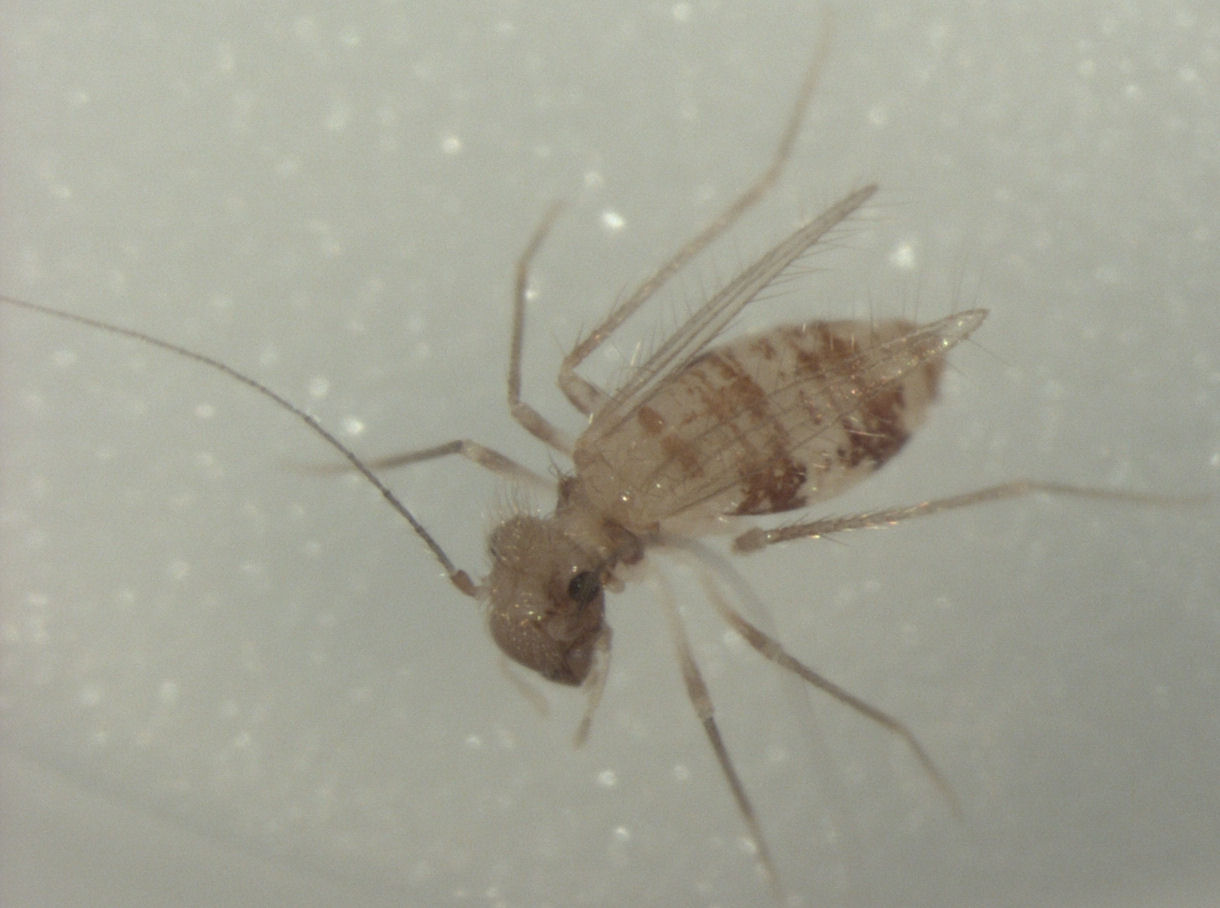
Dorypteryx longipennis (семейство Psyllipsocidae).

### ИнфраотрядAtropetae
- Archaeatropidae
- Empheriidae
- Lepidopsocidae
- Trogiidae — атропиды, или трогииды
- Psoquillidae

### ИнфраотрядPsocathropetae
- Psyllipsocidae
- Prionoglarididae

## ПодотрядTroctomorpha

### ИнфраотрядAmphientometae
- Amphientomidae
- Electrentomidae
- Compsocidae
- Musapsocidae
- Protroctopsocidae
- Troctopsocidae

### ИнфраотрядNanopsocetae
- Liposcelididae
- Pachytroctidae
- Sphaeropsocidae

## ПодотрядPsocomorpha

### ИнфраотрядEpipsocetae
- Cladiopsocidae
- Dolabellopsocidae
- Epipsocidae
- Neurostigmatidae
- Ptiloneuridae

### ИнфраотрядCaeciliusetae
- Amphipsocidae
- Asiopsocidae
- Caeciliusidae  — цецилиусиды
- Stenopsocidae — стенопсоциды
- Dasydemellidae

### ИнфраотрядHomilopsocidea
- Archipsocidae
- Bryopsocidae
- Calopsocidae
- Ectopsocidae
- Elipsocidae
- Lachesillidae
- Mesopsocidae
- Peripsocidae
- Philotarsidae
- Pseudocaeciliidae
- Trichopsocidae

### ИнфраотрядPsocetae
- Hemipsocidae
- Myopsocidae
- Psocidae — настоящие сеноеды, или древесные вши;
- Psilopsocidae